# Варшава-Стадион
Варшава-Стадион (пол. Warszawa Stadion) — остановочный пункт железной дороги в Варшаве (расположен в районе Прага-Полудне), в Мазовецком воеводстве Польши. Имеет 2 платформы и 2 пути.
Построен в 1955 году остановочный пункт (платформа пассажирская) на железнодорожной линии Варшава-Западная — Варшава-Рембертув. Относится по классификации к категории D, т.е. обслуживает менее 300 тысяч пассажиров ежегодно.